# Émile Temime
Pour les articles homonymes, voir Temime.
Émile Temime, né le 2 octobre 1926 à Bayonne et mort à Marseille le 18 novembre 2008 est un historien français.

## Biographie
Émile Temime est né à Bayonne d'un père juif kabyle et d'une mère basque, elle-même descendant d'une famille de notables juifs bayonnais. Il s'établit à Marseille en 1964.
Spécialiste de la guerre civile espagnole, et plus largement de l'histoire de l'Espagne contemporaine, il est recruté comme enseignant-chercheur à l'université d'Aix-Marseille (devenu université de Provence-Aix-Marseille I), où il fait toute sa carrière. Il est aussi nommé directeur d'études à l'École des hautes études en sciences sociales ; il y enseigne dans son centre régional de Marseille, où il fonde un groupe de recherche sur l'histoire des migrations, dont la production majeure, Migrance (1988-1991) est l'histoire de la population marseillaise analysée au prisme des migrations,,.
Historien très attentif aux questions citoyennes, il fut l'un des fondateurs à Marseille de la Maison de l'Étranger, dont il a assuré la direction durant de nombreuses années.
Dans les années 1990, il crée avec Pierre Milza une collection auprès de l'éditeur Autrement, consacrée à l'histoire de la France comme une société façonnée par des immigrations d'origines multiples (Français d'ailleurs, peuple d'ici), qui compte à ce jour près d'une vingtaine de volumes.

## Publications
- La Révolution et la guerre d'Espagne (avec Pierre Broué), Paris, Minuit, 1961[6],[7],[8]
- Histoire de l'Espagne contemporaine (avec Albert Broder et Gérard Chastagnaret), Paris, Aubier, 1979[9]
- 1936, La Guerre d'Espagne commence, Complexe, 1986
- Migrance. Histoire des migrations à Marseille, Aix-en-Provence, Edisud : 1. La préhistoire de la migration, 1482-1830, 1989; 2. (avec Renée Lopez), L'expansion marseillaise et l'invasion italienne, 1830-1918, 1990; 3. (avec Marie-Françoise Attard-Maraninchi), Le cosmopolitisme de l'entre-deux-guerres (1919-1945), 1990;  4. (avec Jean-Jacques Jordi et Abdelmalek Sayad), Le choc de la décolonisation (1945-1990), 1991; rééd., Marseille, Jeanne Lafitte, 2007[10],[11].
- Marseille transit : les passagers de Belsunce, Autrement, 1995
- Les camps sur la plage, un exil espagnol (avec Geneviève Dreyfus-Armand), Autrement, 1995[12]
- Voyages en Provence, Alpes, Côte d'Azur, coll. « Découvertes Gallimard / Culture et société » (no 309), Gallimard, 1997[13]
- Histoire de Marseille: De la Révolution à nos jours, Perrin, 1999[14]
- France, terre d'immigration, coll. « Découvertes Gallimard / Histoire » (no 380), Gallimard, 1999
- Le camp du Grand Arénas : Marseille, 1944-1966 (avec Nathalie Deguigné), Autrement, 2001
- Les Hommes de Renault Billancourt, Autrement, 2004[15].

## Sources